# 台州市行政区划
| 台州市行政区划图                                               |
| -------------------------------------------------------------- |
| 椒江区 黄岩区 路桥区 三门县 天台县 仙居县 温岭市 临海市 玉环市 |

州市行政区划介绍了中华人民共和国浙江省台州市的行政区划历史及现行行政区划。台州市区由椒江区、黄岩区、路桥区3个区组成；除了这个组团式城市外，台州代管临海市、温岭市、玉环市3个县级市，辖天台县、仙居县、三门县3个县。1994年以前，为台州地区，政府驻地在临海市；1994年后撤地设市，政府驻地迁至椒江。最近的一次县级行政区调整是在2017年4月，原玉环县撤县设市改为县级市玉环市。截至2020年12月，台州市共下辖有130个乡级行政区（不含除临海经济开发区的大洋街道以外的类似乡级单位），其中包含45个街道办事处、61个镇和24个乡。
台州市是中华人民共和国浙江省下辖的地级市，位于浙江省沿海中部，东濒东海，南连温州市，西接丽水市、金华市，北与宁波市、绍兴市接壤。市中心处北纬28度，东经122度，属亚热带季风气候。:1819－1820全市土地面积9411平方公里。截至2017年，共有人口603.53万人。台州境内有天台山、神仙居等名胜景区。在经济上，台州致力于打造制造之都、经济强市，是苏泊尔、吉利汽车等企业的诞生地。2017年至2018年，台州连续两年蝉联“中国最具幸福感城市”。
台州境域在周朝时为瓯越地。汉惠帝三年（前192年），朝廷封摇为东海王，这是台州首次确立行政区域。之后，台州的行政区域先后经历了一系列的沿革。1994年8月22日，国务院同意台州撤地设市，设立台州市。而台州的基层行政区划历史可追溯到唐朝。至于目前的乡镇，可追溯到光绪年间。此后到民国十九年（1930年），村、里改为乡、镇。中华人民共和国成立后，台州各县被划分为区、乡、村三级区划，后又不断变动。1992年后，台州各辖区实行撤区扩镇并乡，逐渐形成如今的台州市行政区划。最近一次设立新的乡级行政区划是在2020年，椒江区对乡级行政区划进行了较大幅度的调整。

## 区划沿革

台州市在中国的位置

台州境域在周朝时为瓯越地。汉惠帝三年（前192年），朝廷封摇为东海王，这是台州首次确立行政区域。之后，伴随朝廷的更替，台州的行政区域先后经历了回浦乡、回浦县（是台州建县之始）、章安县、临海县、临海郡、台州、台州路、台州府、特区、行政督察区、台州专区、台州地区的沿革。1994年8月22日，国务院同意台州撤地设市，设立台州市。

### 县级及以上区划沿革
先秦时台州为瓯越地，秦朝属闽中郡，汉朝初期先后有东海国、东越国等王国建立。东越国灭亡后，徙民于江淮之间，台州地属会稽郡鄞县，置回浦乡，因这里的河流弯旋回环入海而得名。西汉始元二年（公元前85年），回浦乡改置回浦县，县治在回浦（今章安），仍属会稽郡，这是台州建县之始。东汉建武年间，回浦县改名章安县。永建四年（129年；一说永和三年，138年），将章安县东瓯乡析出，置永宁县，县治在今永嘉县。建安四年（199年；一说兴平二年，195年），将章安县西南部析出，置松阳县。三国吴黄武、黄龙年间（222年至231年），析出章安县西北部置始平县，分章安县西部及永宁县一部分置临海县（今临海市）。赤乌二年（239年），分永宁县置罗阳县，并另立罗江县。:1819
太平二年（257年），分会稽郡东部置临海郡，隶扬州，郡治在章安（一说，郡治初在临海，后迁章安），辖章安、临海、始平、永宁、松阳、罗阳（后改安阳）、罗江7县，辖境远及闽北。这是台州建郡之始。西晋太康元年（280年），改始平县为始丰县；分鄞县、章安县部分境域，置宁海县，隶临海郡；改安阳县为安固县。三年后，安固县部分分出，置始阳县，后改称横阳县。罗江县改属于晋安郡。东晋太宁元年（323年），分临海郡南部永宁、松阳、安固、横阳4县置永嘉郡。至此，临海郡辖章安、临海、始丰、宁海4县，仍隶扬州，现今台州辖区基本形成。永和三年（347年），分始丰县南乡置乐安县（今仙居县），属临海郡。至隋朝开皇九年（589年），临海郡废，改设临海县；隶属处州，三年后改称括州，大业三年（607年）改为永嘉郡。:1819
唐武德五年（622年），置台州，“台州”这一地名自此开始使用，仍辖章安、临海、始丰、宁海、乐安五县。两年后，宁海县并入章安县；又一年后，始丰、乐安、章安3县并入临海县，台州仅辖临海县。此后的贞观八年（634年）、高宗上元二年（675年）、永昌元年（689年），始丰县、乐安县、宁海县分别重新设置；上元二年还在临海县南部设置永宁县。天授元年（690年）九月，永宁县改名为黄岩县（今黄岩区）。神龙二年（706年），分宁海县与越州的鄮县置象山县，隶属于台州。开元二十一年（733年），台州改隶江南东道。天宝元年（742年）后，台州曾一度复称临海郡，而在乾元元年（758年）复称台州，并改隶浙江东道。此后台州反复改隶于浙江东、西两道。肃宗上元二年（761年），始丰县改为唐兴县。广德二年（764年），象山县改属明州。中和三年（883年）台州改隶义胜军。光启三年（887年），以台州置德化军。:1819
五代时台州属吴越国，军州建置及下辖县份不变。天宝元年（908年），唐兴县改名为天台县，后复改为始丰县；后晋天福年间（936年至942年)，又改为台兴县；北宋建隆元年（960年）再次改为天台县，沿袭至今。此间，宝正五年（930年），因孟溪水患之事，为祈福永远平安，乐安县也进行了改名，改为永安县。宋太平兴国三年（978年），吴越国覆亡，台州改隶两浙路，下属行政区划不变。景德四年（1007年），朝廷下诏改永安县为仙居县，沿袭至今。南宋时，台州隶两浙东路。元朝至元十四年（1277年），改为台州路，隶江浙行省浙东道。元贞元年（1295），黄岩县升为州，为黄岩州，隶属不变。:1819

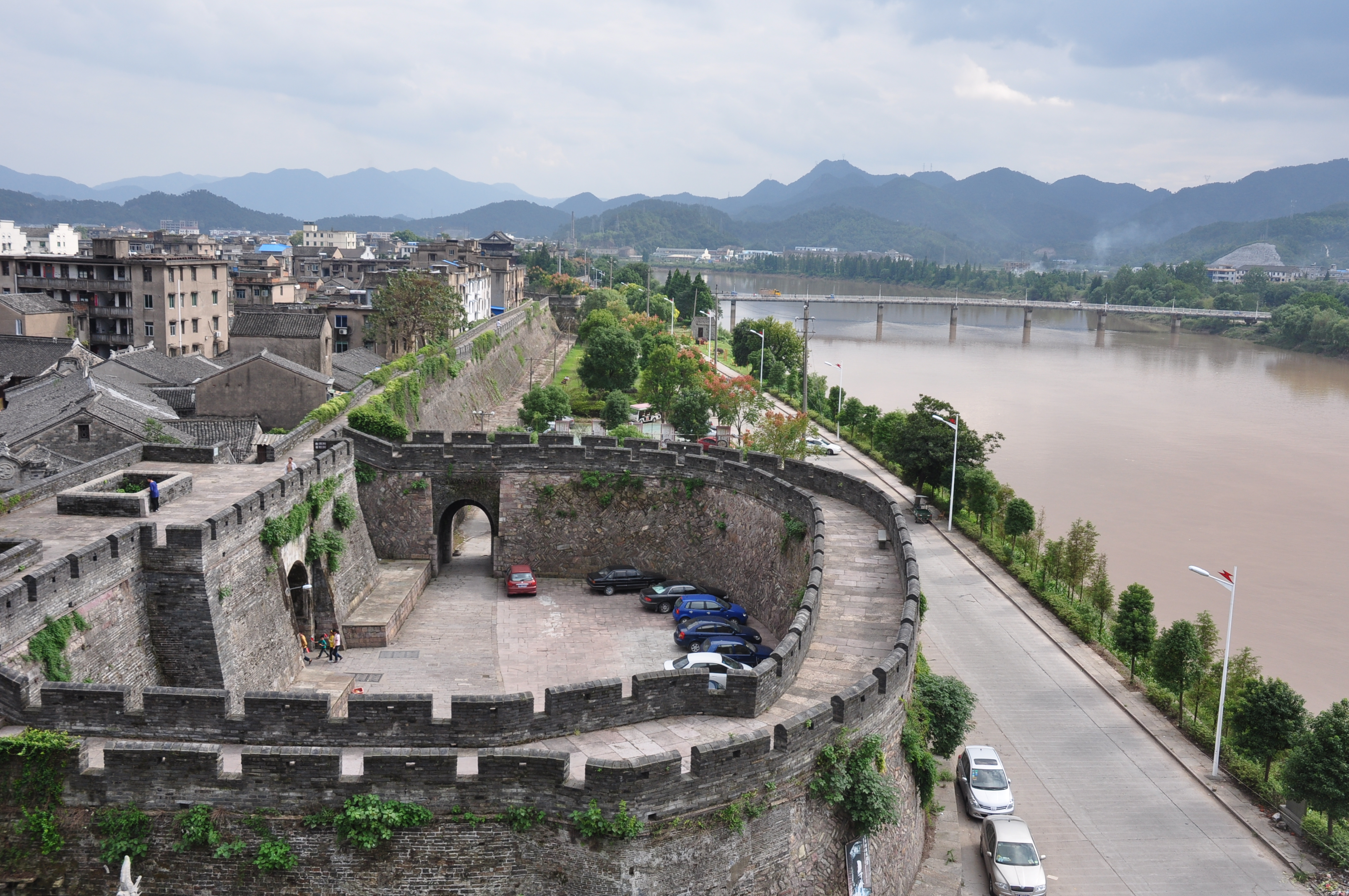
建于这一时期（1712年）的台州府城墙，现在已是全国重点文物保护单位

明洪武元年（1368年），朱元璋将台州路改为台州府，隶属于浙江行省。两年后，黄岩州被降级，复为黄岩县。成化五年（1469年）十二月，将黄岩县南部方岩、太平、繁昌3乡析出，置太平县。成化十二年，乐清县东部山门、玉环2乡被划入太平县。至此，台州府辖临海、黄岩、太平、仙居、天台、宁海6县。清康熙元年（1662年）改隶浙江省绍台道，七年隶宁台温海道，十一年隶台海道，二十四年隶宁台道，雍正四年（1726年）隶宁绍台道。六年，在玉环山设置玉环厅，隶温州府，太平县廿四至廿六划入玉环厅。宣统三年（1911年）辛亥革命后，九月台州成立军政分府，隶省军政府。:1819
民国元年（1912年），台州废除府、州、厅制。2月，玉环厅撤销，改为玉环县。7月，台州军政分府撤销，各县直属省政府。民国三年，省下设道，属会稽道，玉环县属瓯海道。同年，太平县因名称与其他县份重复，改称温岭县。十六年废道后，省政府直辖各县。二十一年6月，浙江省政府试行县政督察专员制，临海、黄岩、温岭、天台、仙居、宁海为第六督查区。三个月后，因中华民国内政部不予核准该制度，9月改为第五特区，次年10月又改划为第四特区。二十四年8月，省政府设置临海行政督察区，并设置专员公署；次年改称第七行政督察区。二十九年7月，以南田县、宁海县东南部18个乡镇、临海县东北部5个乡镇的境域，立三门县，沿袭至今。三十一年、三十二年，天台县和宁海县接连划属第六区。第七区则于三十五年增辖天台县和磐安县。翌年4月划为第五区，7月还未开始实施时又重划为第六区。至此，辖临海、黄岩、温岭、天台、仙居、三门、宁海7县。:1819
1949年6月，解放军进驻台州后，台州为浙江第六专区，并于10月10日改称台州专区，驻地在临海县，至此辖临海、黄岩、天台、仙居、温岭、三门、宁海7县和临海城关（次年5月撤销划至临海县）、海门两直属区。而现在属于台州的玉环县当时仍属温州专区（今温州市）。1952年10月，宁海县改属宁波专区（今宁波市）。1953年6月，玉环县的洞头、大门诸岛划出，另建洞头县，属温州专区。1954年5月至1957年7月，台州专区被撤销，下辖县份分别划给宁波专区和温州专区。1956年3月，海门直属区并入黄岩县。台州专区复置后，仍辖临海、黄岩、温岭、天台、仙居、三门、宁海7县。1958年10月，三门县并入临海县，宁海县并入象山县，均属台州专区，洞头县并入玉环县，仍属温州专区。是年12月台州专区再度撤销，县份同样被划入宁波专区和温州专区。在此之间的1959年4月，玉环县被撤销（次年1月国务院正式批准），辖区划入温岭县与温州市。1962年4月，复置台州专区和三门县、玉环县。至此，台州专区辖临海、黄岩、温岭、仙居、天台、三门、玉环7县。:1819
1978年10月，撤销台州专区，设立台州地区。1980年7月，划原黄岩县、六号线部分地区，设立海门特区，之后的1981年7月撤县设市，改为椒江市，是浙江省第一个县级市。之后临海县章安区、黄岩县洪家区与三甲区陆续并入椒江市。1986年3月、1989年10月、1994年2月，临海县、黄岩县和温岭县相继撤县设市。至此，台州地区辖临海、椒江、黄岩、温岭4市和天台、仙居、三门、玉环4县。1994年8月22日，国务院同意台州撤地设市，设立台州市，驻地从临海迁至椒江，椒江、黄岩2县级市改设为椒江、黄岩、路桥3区，组成组团式城市。此后，台州市的县级行政区划一直没有变动，直到2017年4月，国务院批准玉环撤县设市，设立玉环市。

### 基层行政区划沿革
唐朝时，农村地区百户为里，五里为乡；另在县城置坊。宋朝则实行乡、都、保三级，南宋后期保复里。元代先实行乡、社、里三级，后改为乡、都、图三级。明初实行里甲制，仍是乡、都、图（即为里）三级，每110户归为一里，丁粮多者十户为长，余百户分十甲；县城置若干都。清朝乾隆后实行保甲制，10户1牌，10牌1甲，10甲1保，若干保组成1乡。光绪三十四年（1908年）十二月，《城乡地方自治章程》颁布，人口5万设镇，不满5万设乡。宣统二年（1910年），筹备实行地方自治制度，县以下设乡、镇，为自治单位。该制度至民国初年（1912年）开始实施，但民国三年（1914年）便取消自治制度，而乡镇依旧。民国十七年实行村里制，县下划区，基层设村、里，集镇为村，在乡为里。民国十九年，改村、里为乡、镇。二十四年，乡镇以下开始推行保甲制。初以十户为甲，十甲为保；后辖数不等。
1949年，中华人民共和国成立后，废除保甲制，建立区、乡（镇）、村三级基层区划。1956年，农业生产合作社在农村普遍建立，乡（镇）村制改为乡（镇）社制。1958年9月实施“政社合一”，乡（镇）改人民公社。同年10月以后，撤区建大公社，乡改为生产大队，村改为生产队。1959年2月起，生产大队改为管理区。1961年9月复区分社，以乡建社。1984年实行政社分设，恢复乡（镇）、村建制，撤销人民公社。1992年及之后，台州各辖区实行撤区扩镇并乡。再后来，各地又陆续撤并旧乡镇和设立新的乡镇，进行零星的行政区划调整。

## 县级行政区
截止2019年8月，台州市共有9个县级行政区，分别是：椒江区、黄岩区、路桥区、温岭市、临海市、玉环市、三门县、天台县、仙居县。

### 各县概况
“名称来源”、“政府驻地”和“邮政编码”取自《中华人民共和国政区大典：浙江省卷·下》的台州市部分和《台州日报》于2015年6月23日刊登的《一张图带你认识台州：九县市区地名由来，你知道几个？》。“区划代码”取自中华人民共和国国家统计局网站的“2018年统计用区划代码和城乡划分代码”，取前六位。“面积”取自《2018年台州统计年鉴》的《一：综合》，数据年份为2017年，单位是平方千米。“行政区划数”和“人口数”来自《2018年台州统计年鉴》的《十八：乡镇经济社会基本情况（2017年）》中各乡镇数量相加之和，数据年份为2017年。
| 县级行政区 | 名称来源                                                                           | 行政区划 | 行政区划 | 区划代码 | 面积 | 人口    | 政府驻地 | 邮政编码 |
| 县级行政区 | 名称来源                                                                           | 乡级     | 村级     | 区划代码 | 面积 | 人口    | 政府驻地 | 邮政编码 |
| ---------- | ---------------------------------------------------------------------------------- | -------- | -------- | -------- | ---- | ------- | -------- | -------- |
| 椒江区     | 灵江下游靠近出海口一段称为椒江，贯穿该区全境                                       | 12       | 273      | 331002   | 274  | 542771  | 海门街道 | 318000   |
| 黄岩区     | 境内西部有黄岩山，山顶有黄褐色巨石                                                 | 19       | 475      | 331003   | 988  | 613402  | 东城街道 | 318000   |
| 路桥区     | 地处平原水网地带，路路有桥                                                         | 11       | 287      | 331004   | 274  | 458064  | 路北街道 | 318000   |
| 温岭市     | 辖区西部有温峤岭，另称温岭                                                         | 16       | 572      | 331081   | 836  | 1220090 | 太平街道 | 317500   |
| 临海市     | 海潮上溯灵江到临海山（现白马山）为止；一说，因濒临东海:2009                        | 19       | 992      | 331082   | 2171 | 1203580 | 古城街道 | 317000   |
| 玉环市     | 史书《海岛奇观》记载“晨雾绕岛，形状如环；上有流水，洁白如玉”                       | 12       | 278      | 331083   | 378  | 433863  | 玉城街道 | 317600   |
| 三门县     | 源于三门湾，其东北部的三门山形似三门                                               | 10       | 510      | 331022   | 1072 | 446604  | 海游街道 | 317100   |
| 天台县     | 以境内天台山而得名                                                                 | 15       | 597      | 331023   | 1426 | 601965  | 赤城街道 | 317200   |
| 仙居县     | 相传北宋时人王温被神仙点化，全家连同鸡犬一起升天成仙，宋真宗根据传说和此事下诏改县 | 20       | 403      | 331024   | 1992 | 514975  | 福应街道 | 317300   |

### 各县简介

#### 椒江区

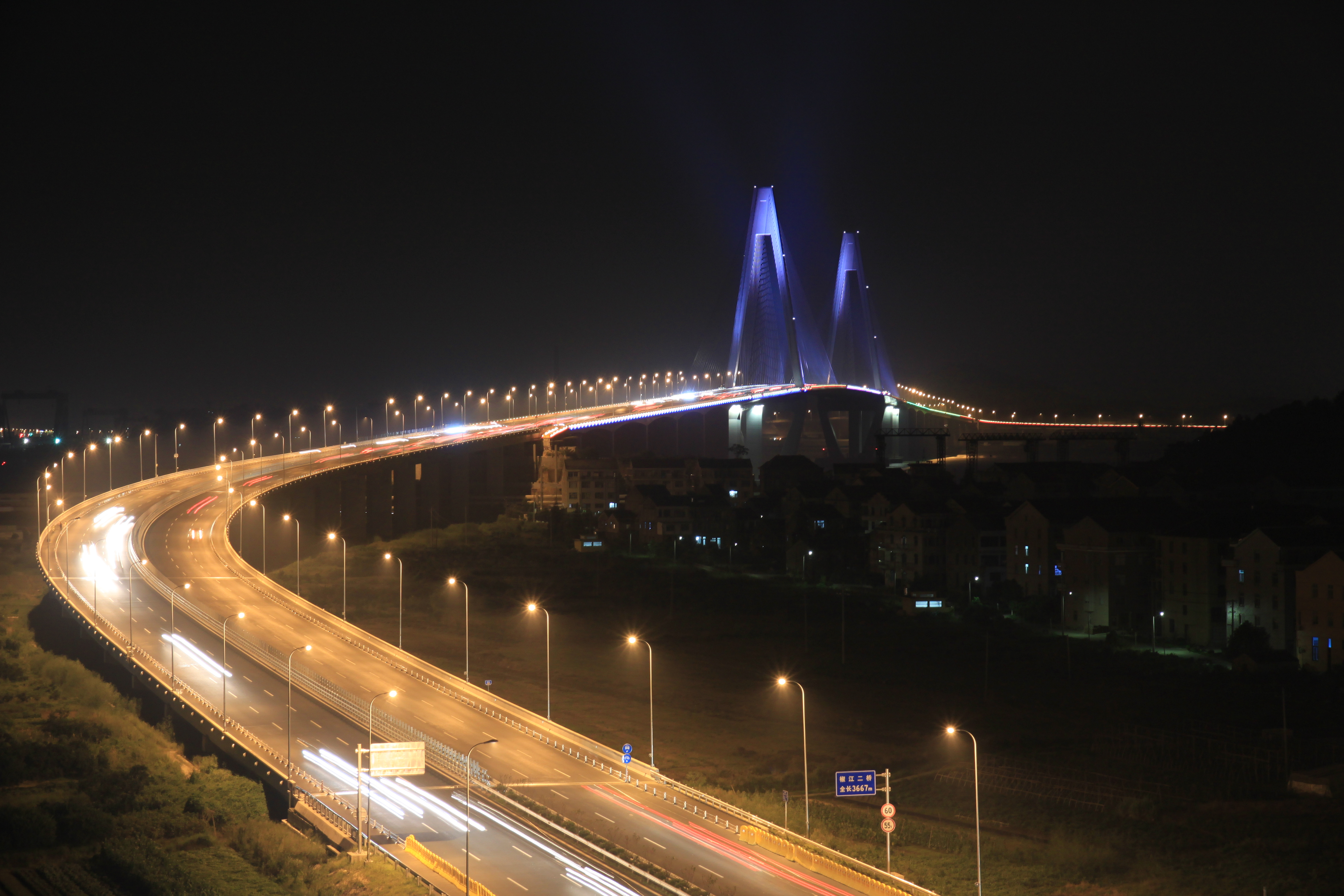
椒江二桥夜景

椒江区，旧称“海门”，是台州市的一个区，位于台州东面，东濒东海，南接路桥区，西与临海市、黄岩区、路桥区接壤，北靠临海市。在温黄平原北部，地貌以沿海冲积平原为主，亦有丘陵、滩涂和海岛。椒江穿城而过，将全区土地一分为二，隔江相望，并形成椒江港，被称为“台州六邑咽喉”。全区陆地面积274平方公里，海域面积1604平方公里。:1829－1830
椒江是椒江区的母亲河，该区也因此得名，而“椒江”一名最初见于宋朝。椒江之历史可追溯至新石器时期，当时椒江称为“章安”。三国吴黄龙二年（230年），孙权派遣卫温、诸葛直两位将军，率万人从椒江境内的章安港出发，航行至夷州（今台湾）进行开发，这是历史上有记录的最早一次大陆与台湾的交往。公元3世纪到6世纪，章安成为浙江东南沿海重要的政治、经济和文化中心。同时，对外贸易等行业逐渐发展起来，船队从章安港出发远航日本、朝鲜等国。明洪武二十年（1387年）在境内设置海门卫以抵御倭寇，“海门”之名自此始。到了近代的1928年，临海县海门区建立。解放后的1949年6月和1980年7月，被先后建为海门直属区和海门特区。1981年7月撤县设市，成为浙江省第一个县级市；同时为避免和江苏省海门县重名，改名“椒江”。:18291994年台州撤地设市后，椒江市一并撤销，改为台州市椒江区，并成为台州市政府驻地和全市的政治、经济、文化中心。
凭借沿江的地理位置优势和港口资源，椒江经济迅速发展起来。明朝时期，椒江南岸的地区率先开始发展。清末民初，椒江的商业经济在全台州最为繁华，一度被誉为“小上海”。1988年3月，国务院批准椒江为沿海经济开放区。1997年1月30日，椒江经济开发区改建为台州经济开发区。目前，椒江贯彻“发展大工业、开发大港口、构筑大交通、建设大城市”的战略，发展医药、缝制、智能马桶、汽车零配件等支柱产业，成为台州市内经济最发达的地区之一。2017年，椒江的外贸出口额排全台州市第一。椒江还大力发展“数字经济”。比较知名的椒江企业有星星集团、杰克缝纫机、海正药业等。
截止2017年底，全区生产总值达559.44亿元，其中第三产业占比最大；土地面积达280.1平方千米，总户籍人口542771人，人口密度为每平方千米1938人。全区辖8街道1镇，区政府驻地和全区的经济文化中心在海门街道。

#### 黄岩区

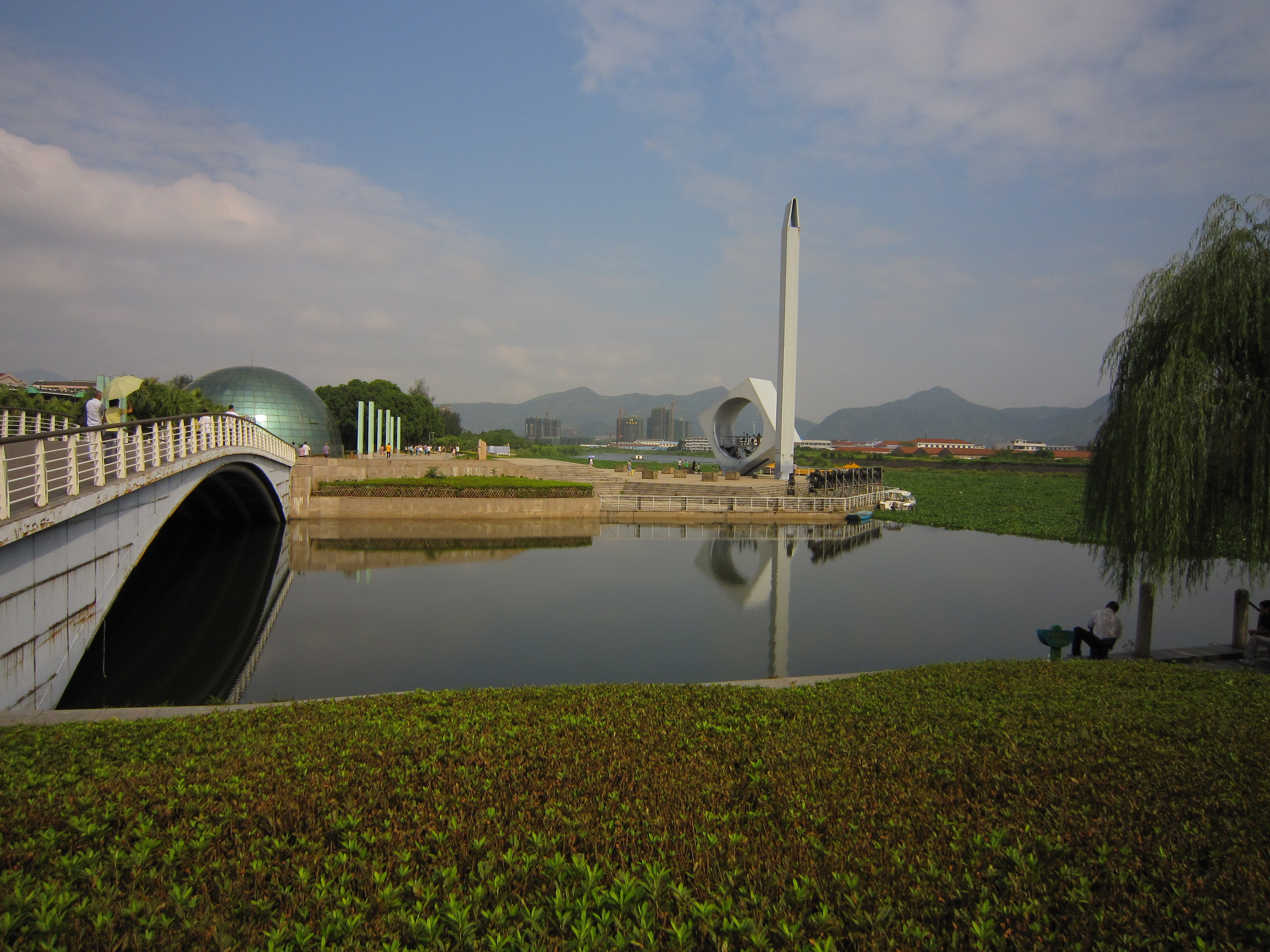
黄岩区一角，中侧是“中国模具之乡”雕塑

黄岩区，别称“橘乡”，是台州市的一个区，位于台州西南部，东靠椒江区、路桥区，南接温岭市、乐清市，西邻仙居县、温州市永嘉县，北连临海市。全区地形狭长，地势西高东低，东部是温黄平原的一部分，西部为丘陵山地，多高山。全区总面积988平方千米，是台州市主城区的一部分。黄岩是“中国武术之乡”、“中国模具之乡”。目前，黄岩下辖8街道5镇6乡，全区的政治、经济、文化中心在东城街道:1844－1845
黄岩因境内永宁江上游的黄岩山顶有黄褐色巨石而得名。黄岩的建城史可上溯至1600年前，诸侯国徐国于公元前512年被吴国灭国后，徐国贵族后裔以“徐偃王”的旗号流亡到黄岩，在这里建立了“徐偃王”城，中原文化从而被输入到东南沿海。而黄岩的建制可上溯到唐上元二年（675年）设立的永宁县，天授元年（690年）改名黄岩县，之后建制经历种种变动。1989年，国务院批准黄岩撤县设市。:1844－18451994年台州撤地设市时，黄岩一并撤市设区，成为台州城区的一部分，现有的路桥区也是在此时从黄岩境域内分出的。
黄岩是中国股份合作经济的重要发源地之一，也是全国第一个颁发保护和规范股份制企业政府文件的县级行政区，经济发展历史悠久。现在，黄岩是台州的老工业基地，有七大支柱产业，分别是：模具、塑料制品、医药化工、机械电器、摩托车及汽摩配件、食品饮料、工艺美术。黄岩还是“中国模具之乡”、“中国塑料日用品之都”、“中国工艺品之都”。黄岩是全国工业百强县市:1844。除了工业经济的发展，农业领域也是黄岩的一大特色。黄岩主要种植水稻、柑橘，其中“黄岩蜜橘”是黄岩的特产，不但种植历史久，影响力也大，而且是世界柑橘的始祖之一。黄岩因此被称为“中国蜜橘之乡”。
2018年，全区地区生产总值达505.9亿元。2017年底，黄岩全区户籍人口数为613402人。

#### 路桥区

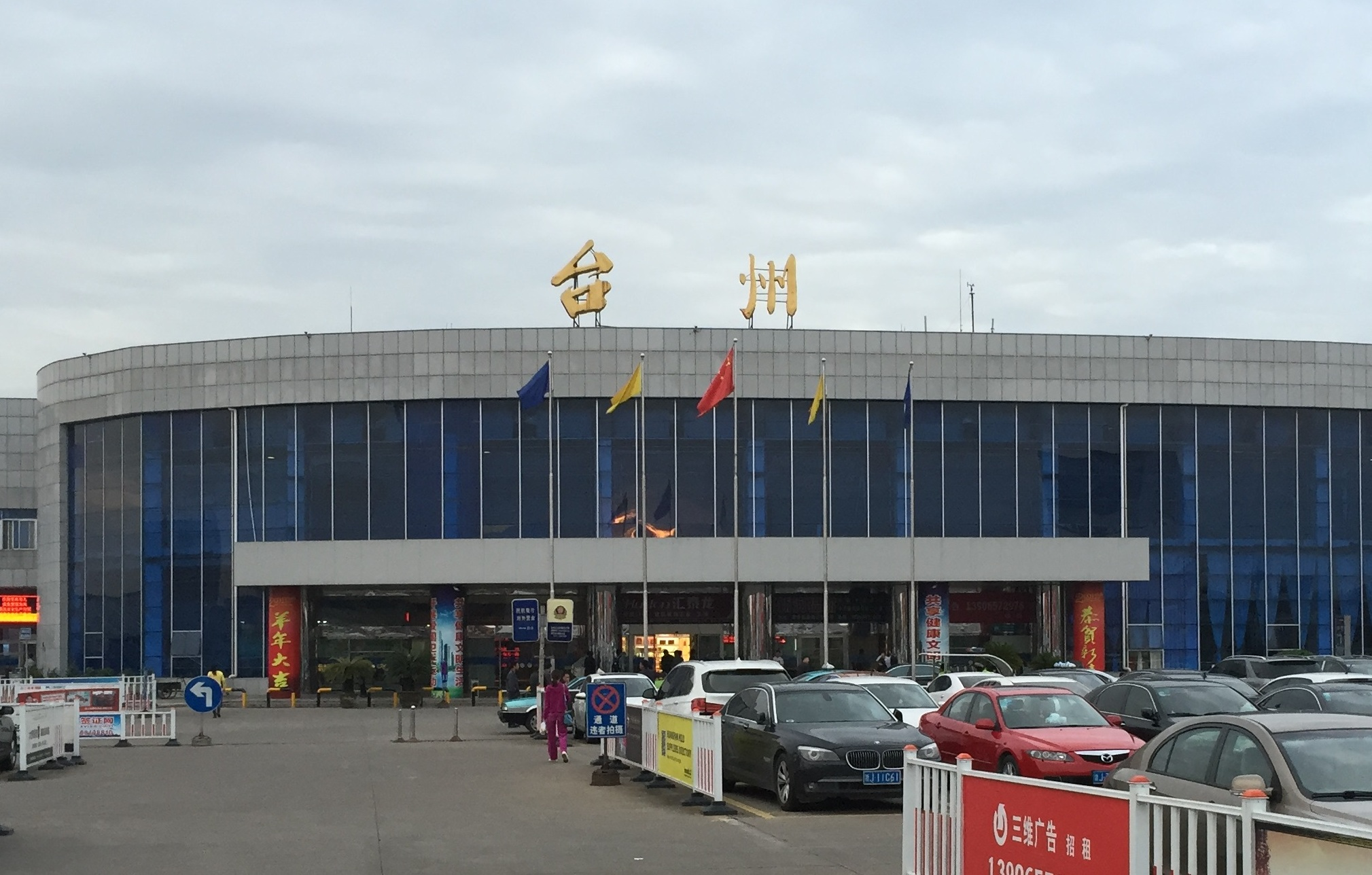
台州路桥机场

路桥区是台州市的一个区，位于台州东部，东濒东海，南靠温岭市，西连黄岩区，北接椒江区。地形狭长，地貌以平原为主，是温黄平原的腹地；境内河网纵横，“路路有桥”，“路桥”一名即来源于此；山地丘陵极少，作为点缀。全区陆地面积274平方公里，是全台州市最小的县级行政区。路桥区下辖6街道4镇，路南街道是全区的政治、经济、文化中心。:1869－1870
灵山遗址显示路桥历史上溯5000多年前的新石器时代晚期，该遗址亦将台州历史推进到这一时期。路桥古称灵山乡。东汉刘秀统一中国后，这一带开始发展起来，始称“新安”，意为“新近取得安定的地方”。1995年，路桥区伴随台州的撤地设市而建立，辖原黄岩市的路桥、桐屿、峰江、新桥、横街、下梁、金清、蓬街8个镇和螺洋、黄琅2个乡。路桥经商传统悠久，凭借南官河成为商贸重镇，并于清代乾隆年间发展成为浙东南沿海的著名商埠。
现在，路桥利用其境内台州路桥机场、台州货运站等交通优势，发展工商业。目前，路桥的工业主要以机电、汽摩、塑料、再生金属资源、卫浴等行业为支柱，是中国再生金属资源生产基地。商业上，路桥擅长小商品领域，拥有中国日用品商城、台州电子数码城、台州方林汽车城等一批专业交易市场和商品集散中心，其中前两者进入“中国商业市场百强”。:1869－1873浙江泰隆商业银行在原黄岩市、今路桥区境内成立，总部也设于路桥。
路桥十里长街是浙江省内保存较为完整、历史底蕴比较深厚的历史街区。截止2018年，路桥区全区生产总值达675.16万元。2018年，路桥有户籍人口460097人。

#### 温岭市

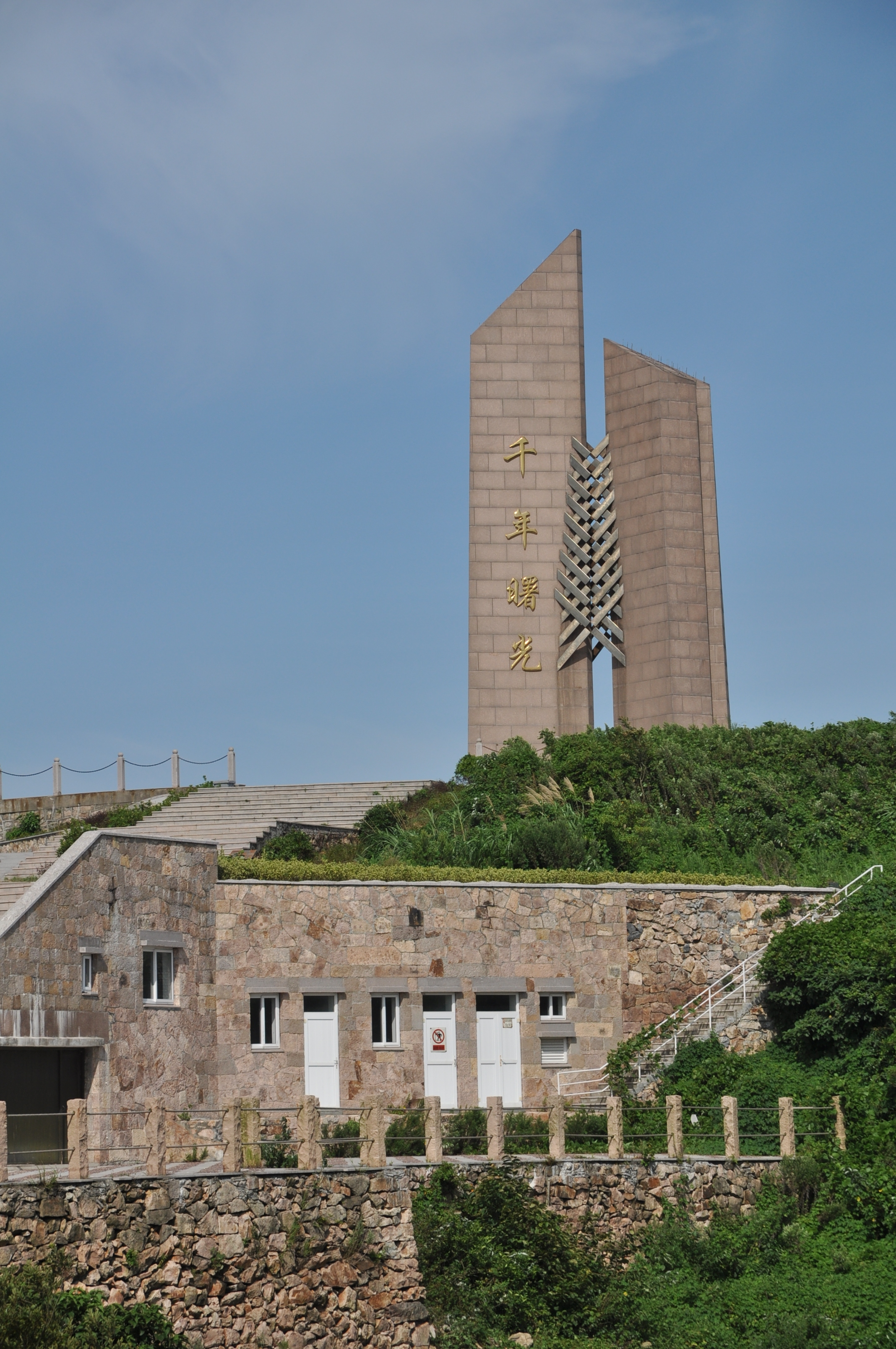
温岭千年曙光园和千年曙光纪念碑

温岭市是浙江省直辖、台州市代管的一个县级市。位于台州市东南面，东临东海，南与玉环市相连，西邻乐清市和乐清湾，北接黄岩区、路桥区。温岭地势自西向东倾斜，全境“四山一水五分田”，境内是温黄平原，同时三面临海。辖区总面积926平方千米，另有海域面积1079平方千米，岛屿170个。是中国优秀旅游城市、国家卫生城市。:1981
“温岭”一名来自该市境内西部的温峤岭。该市的历史可追溯到新石器时期。明成化五年（1469年），置太平县，这是温岭独立建制之始。1914年，因与其他省份下属的县重名，改称温岭县，沿袭至今。1994年2月18日，经国务院批准，温岭撤县设市，为温岭市。
温岭不但经济实力雄厚，发展经济的历史也非常早：1983年1月15日，中国第一家股份合作制企业诞生在温岭；温岭创立的工资集体协商制度也是全国首创。目前，温岭的泵业、汽摩配产业、机床业、鞋业等产业都在全国范围内领先。而在各年的《中国县域经济榜单》和“全国百强县”榜单中，温岭均位居前列，钱江摩托、浙江民泰商业银行等知名企业也都在温岭诞生。目前，温岭经济的主要建设区在温岭东部新区、温岭城市新区等地。2018年末，温岭的地区生产总值首次突破千亿。
经测定，温岭市石塘镇是中国大陆新千年和新世纪的第一缕曙光的照射地，即2000年和2001年中国大陆接收的第一缕阳光都投在此处，千年曙光园应运而生。温岭的大奏鼓被称为“中国渔村第一舞”，入选国家级非物质文化遗产“传统舞蹈”类。截止2018年，温岭市总户籍人口数达1221381人；地区生产总值为1091.97亿元；辖5街道11镇，下设社区88个，行政村579个，太平街道是市政府驻地和市中心。

#### 临海市

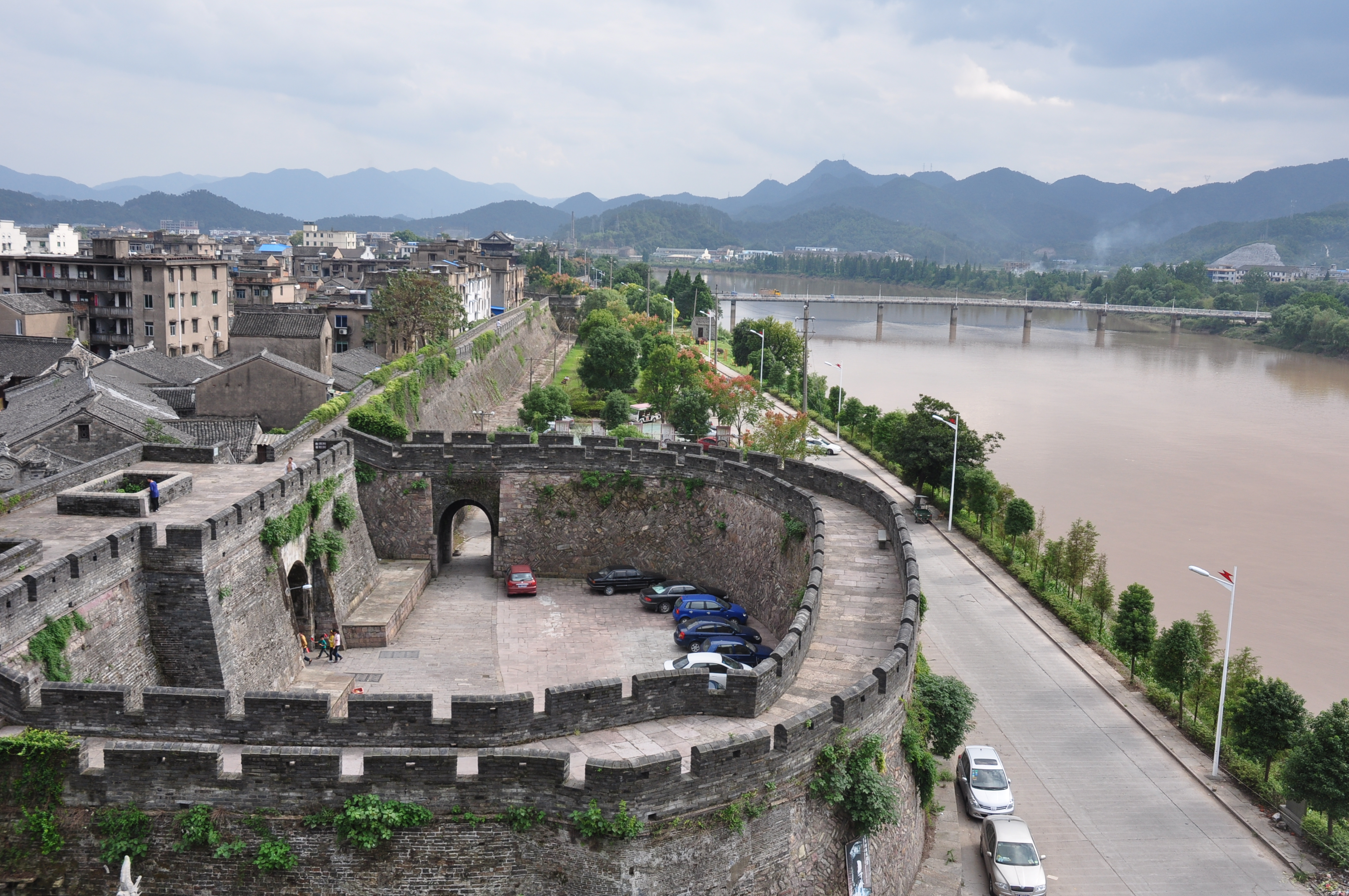
灵江与台州府城墙

临海市是浙江省直辖、台州市代管的一个县级市，位于台州中北部，东濒东海，南倚黄岩区、椒江区，西接仙居县，北连天台县、三门县。临海地势三面环山、一面靠海，另有灵江贯穿全境，拥有东湖、灵湖。全境呈“七山一水两分田”地貌。是台州副中心城市，中国优秀旅游城市、国家园林城市、国家卫生城市、国家历史文化名城（是浙江省首个获此荣誉的县级市）、中国宜居城市（是中国首个获此荣誉的县级市），也是台州旧治所在、台州的文化之源。全境陆地面积2171平方千米，是台州市面积最大的县级行政区，人口数和温岭齐头并进。下辖5街道14镇，市政府驻地和全市的经济文化中心在古城街道。:2009-2010
“临海”一词的来源有两种说法，一是海潮上溯灵江到临海山（现白马山）为止；一说，因濒临东海:2009。临海历史悠久，10万年前就有“灵江人”在此繁衍。汉始元二年（前85年）置回浦县，太平二年（257年）设临海郡，均表明临海置县设郡已有两千年。1986年3月1日，国务院批准临海撤县设市。在台州撤地设市前，台州政府驻地一直设在临海（撤地设市后迁至椒江）。临海悠久的历史和深厚的文化底蕴，使其获得“小邹鲁”、“海山仙子国”的赞誉。临海是全国第二个“中国文化遗产保护典范县”，境内台州府城墙入选中国世界文化遗产预备名录，是国家4A级旅游景区。
历史上，全国第一家股份制企业在临海成立。现在，临海工业主要发展现代医药、汽车机械、时尚休闲三大产业。吉利汽车、伟星集团、华海药业等企业在临海诞生。其中，吉利汽车在临海生产了全国首辆民营企业生产的轿车；第一辆国产跑车也在临海下线。临海现拥有浙江头门港经济开发区、浙江临海经济开发区，是沿海首批开放城市、国家外贸转型升级专业示范基地。2018年，临海在“全国县域经济综合竞争力百强县”上排名第45位。农业上，临海出产柑橘、茶叶、杨梅、西兰花等产品，是“中国无核蜜橘之乡”、“中国西兰花之乡”、“中国优质柑橘基地重点县（市）”。:2010-2012
临海拥有浙江东南部第一高峰、国家级森林公园括苍山，中国大陆21世纪第一缕阳光首照地。临海的台州府城文化旅游区、桃渚风景区、灵湖景区都是知名景区，临海成为首批“浙江美丽县城”试点市。2018年底，临海共有户籍人口120.49万人。2018年，全市实现生产总值670.9亿元。

#### 玉环市

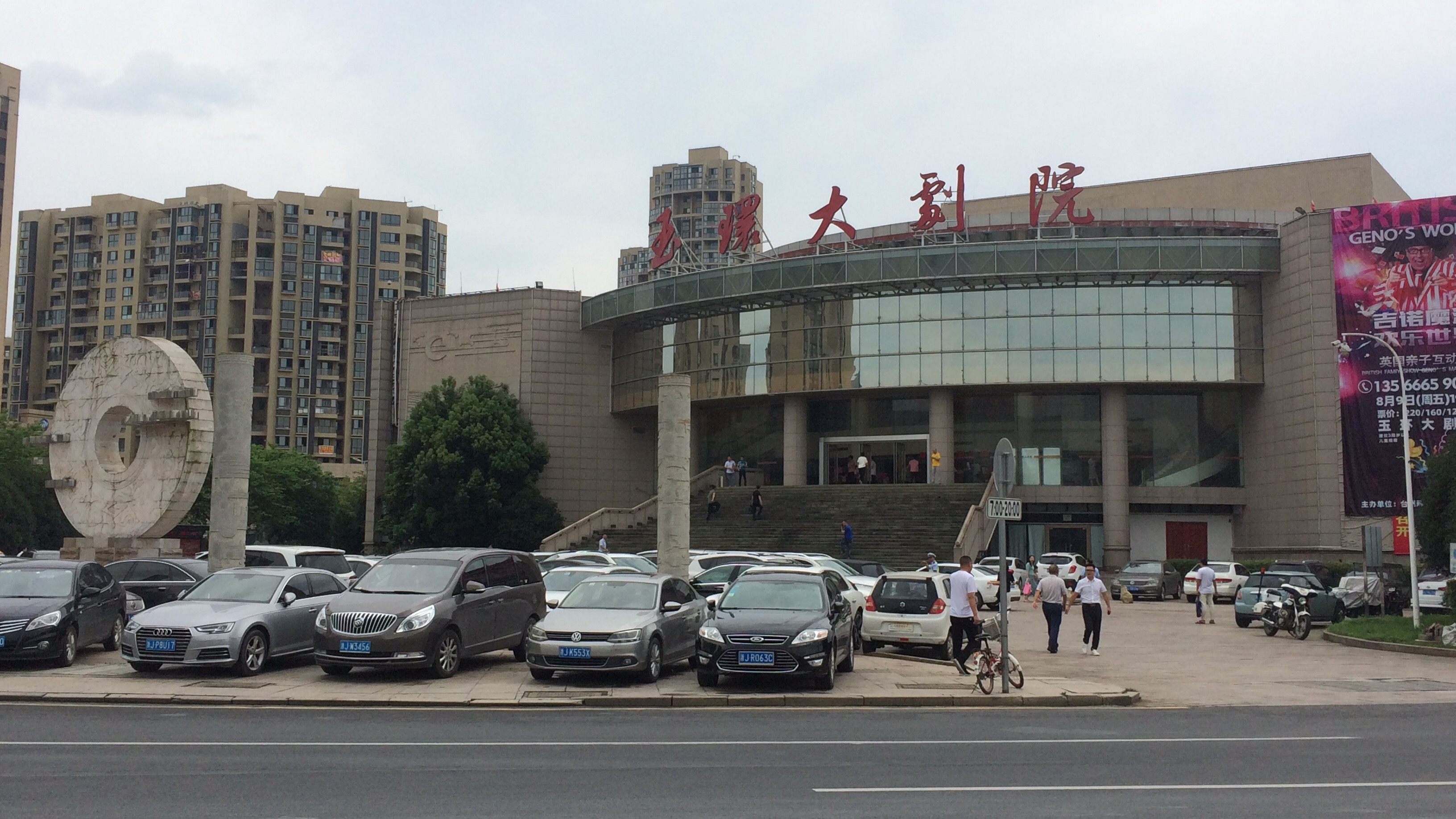
玉环大剧院和玉环雕塑

玉环市，别称榴岛，是浙江省直辖、台州市代管的一个县级市，位于台州市东南面、乐清湾畔，东临东海，南濒洞头洋与温州市相连，西隔乐清湾与乐清市相望，北与温岭市接壤。地势北高南低，丘陵平原相间。境内岛屿林立，海礁棋布，全境由楚门－玉环半岛及鸡山、披山等55个岛屿组成，是全国14个海岛县之一。辖区总面积405.5平方千米，其中陆地378.5平方千米，水域27平方千米；另有海域面积1930平方千米。是国家卫生县城、“中国文旦之乡”。:1885
“玉环”这一名称的来源众说纷纭，一般认为语出史书《海岛奇观》之“晨雾绕岛、形状如环；上有流水，洁白如玉”。三合潭遗址出土的文物，说明了玉环的历史可追溯到新石器时代。明洪武二十年（1387年）至清顺治十八年（1661年）因倭寇扰边，玉环全境陆续被迁弃；后于1728年复辟，建立玉环厅，玉环始有独立建制。2017年4月，国务院批准玉环撤县设市。
近年来，玉环围绕打造“工业强市”这一目标，经济蓬勃发展，连续多年蝉联全国百强县。玉环曾是全国唯一一个无国道、无高速公路、无铁路的全国百强县，而漩门湾大桥的通车结束了这一历史。玉环的大麦屿港是中国大陆第二个与台湾东渡直航的港口。玉环的特产玉环柚（又称玉环文旦、楚门文旦），在全国柚类品质鉴评中获得“八连冠”，玉环也被誉为“中国文旦之乡”。境内的坎门验潮所是中国自行选址、设计和建造的第一座验潮所。
截至2019年8月，玉环境辖3街道、6镇、2乡，市政府和市中心在玉城街道。2018年，全市生产总值580.77亿元，人均生产总值133639元。截至2018年底，全市总户籍人口为435295人。

#### 三门县

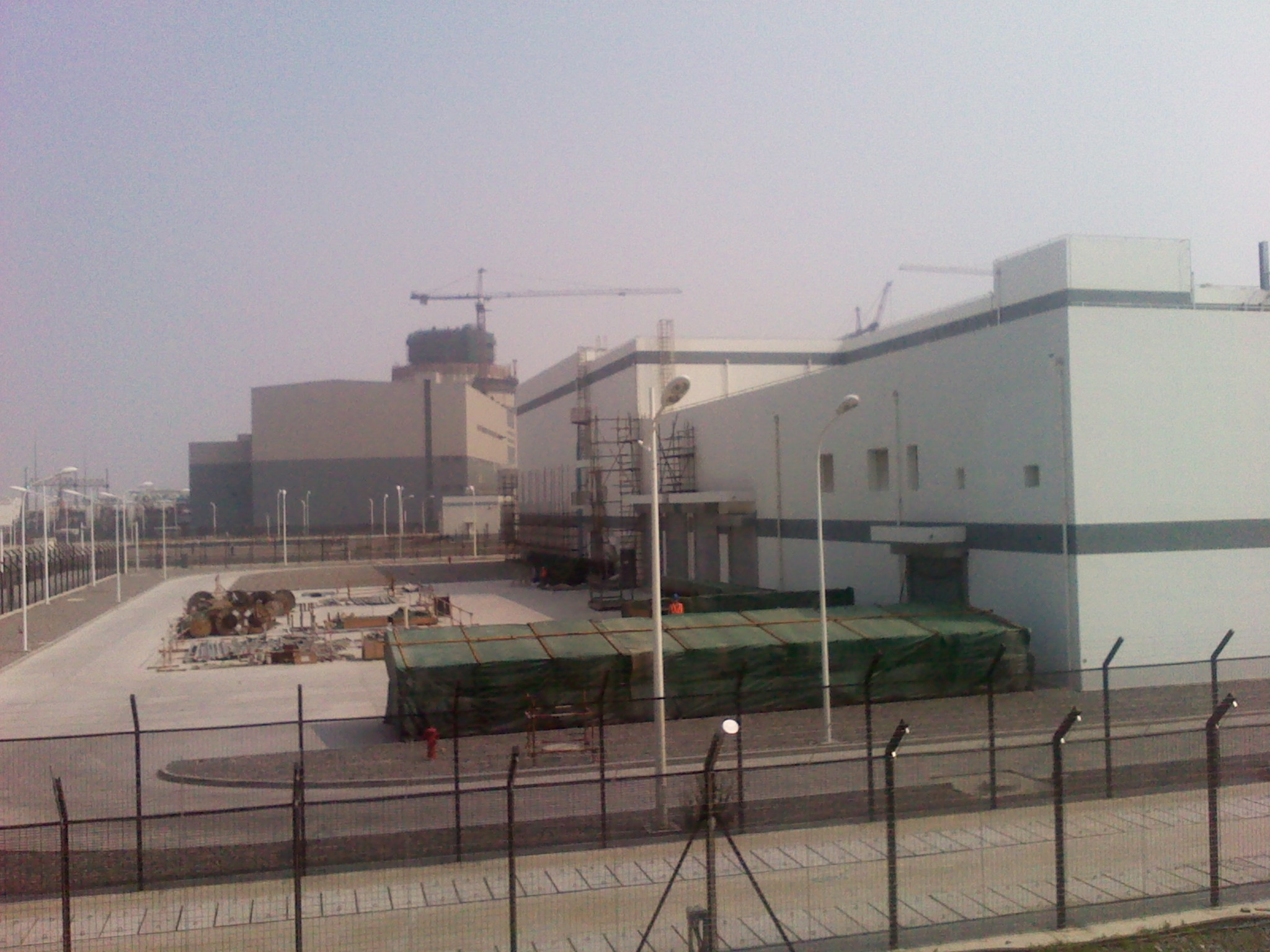
三门核电站

三门县是台州市的一个县，位于台州北部、三门湾畔，西靠天台山，东临三门湾，北连宁海县，南接临海市。地形为低山丘陵，地势西北高、东南低，海岸线曲折，岛屿众多（166个），海域广阔。境内还有旗门港、海游港、健跳港、浦坝港、洞港等五个港湾。全县面积1510平方公里，辖3街道6镇1乡，县政府驻海游街道。是浙江省海水养殖大县、“中国小海鲜之乡”、“中国青蟹之乡”。
“三门”一名来自三门湾，而该湾湾口东北有三山矗立，形似三门。三门境内多地出土的文物表明，三门地区在新石器时代就有人类繁衍生息。南宋德祐二年（1276年），文天祥和张和孙在三门县内商量抗元，并在仙岩洞内招募义兵。在清朝，中国人强迫意大利人放弃将三门湾交给他们的要求。1928年5月26日的亭旁暴动（又称亭旁起义）发生在三门县亭旁镇，是浙江省武装反抗国民党当局的开端。伴随着这次暴动，亭旁区苏维埃政府革命委员会成立，这是浙江省第一个苏维埃政权。1949年2月17日，解放军进驻三门，三门成为浙江省第一个解放军进驻的县。
三门目前已形成以机电、橡胶、船舶、工艺品、新能源为主的工业，并拥有三门县工业园区。而三门的经济主要以农业、养殖业为主。三门是浙江海水养殖第一大县，被命名为“中国小海鲜之乡”。三门青蟹是三门最有名的特产，有两百多年的养殖历史，营养丰富，肉嫩味香，是中国名牌农产品，三门因此于2004年获得“中国青蟹之乡”的称号，并于2006年成为国家地理标志保护产品，是当时全国唯一的地理标志保护海产品。螠蛏、望潮、跳跳鱼也是三门的特产。三门的三凤脐橙是浙江省优质农产品，曾获全国农业博览会银奖。:1906, 1910三门的健跳港被孙中山称为“实业之要港”，列入《建国方略》。
值得一提的是，三门境内的三门核电站是中美两国最大的能源合作项目，也是浙江省投资最大的单项工程。2017年，全县实现生产总值229.38亿元。2018年，三门共有户籍人口44.75万人。

#### 天台县

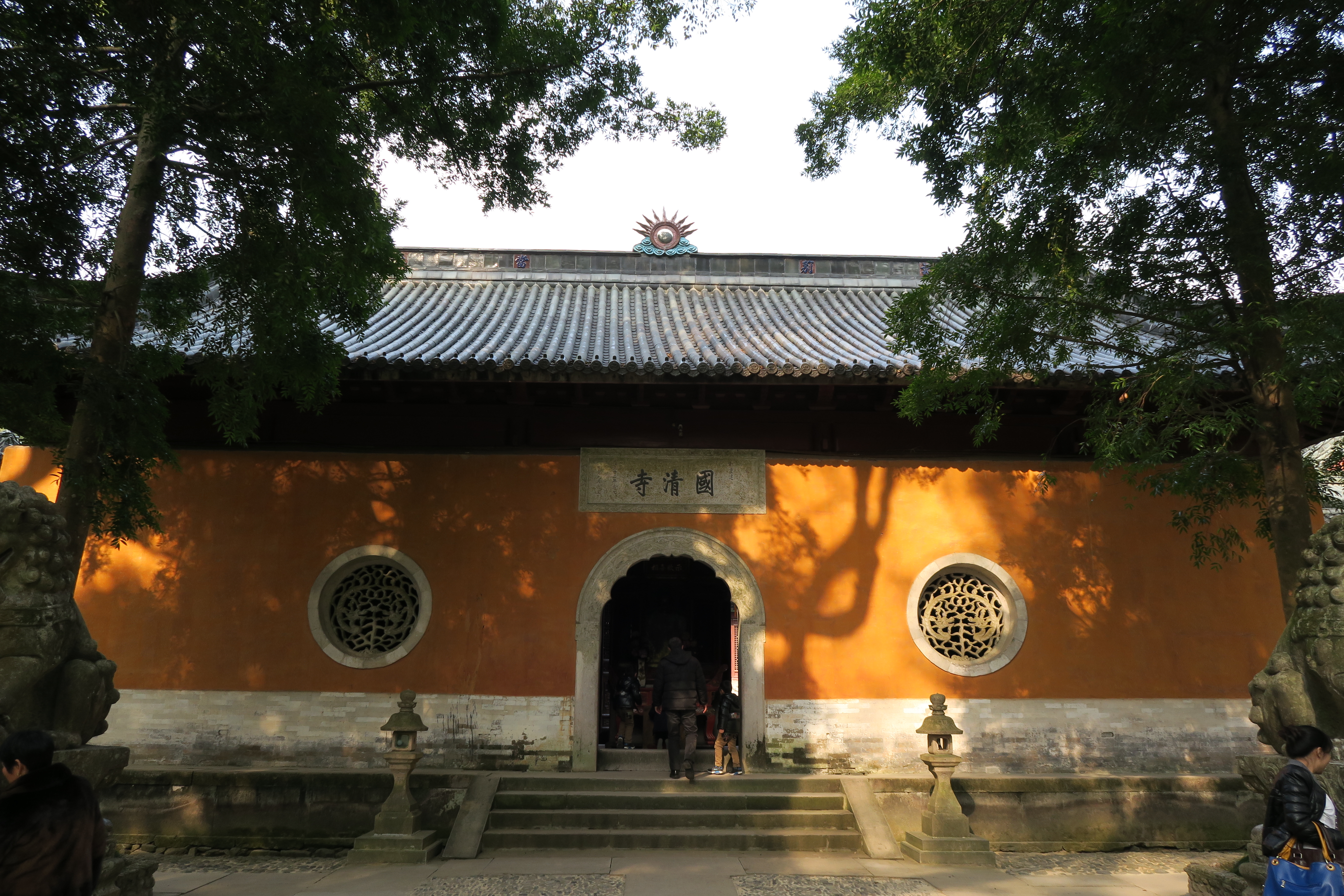
天台山国清寺

天台县是台州市的一个县，东邻三门县，南沿临海市，西连磐安县，北接新昌县，东北和西南分别与宁海县和仙居县接壤。地形以低山和丘陵为主，占全县总面积的81%；河谷盆地平原和台地占19%；地势以东北、西北、西南三面高，中间平原地带海拔低；另有始丰溪贯穿西东折南。天台山是浙江主要山脉之一。下辖3街道7镇5乡，县政府驻地在始丰街道。
天台历史悠久，历史可追溯到五千年前的新石器时代。三国吴黄武元年至黄龙三年（公元222年至231年）之间，从章安析出始平县（又称南始平），这是天台建县之始。而在南朝齐时，始丰县一度改名为始平县，南朝陈时复名。南朝陈太建七年，高僧智顗来到天台山佛陇峰银地岭，在此建立草庵，讲经授徒，逐渐形成天台宗，是汉传佛教十宗之一。唐贞元二十年（804年），日本高僧最澄来到天台山国清寺，翌年回国，在日本创立天台宗，从此天台宗东传。:1934－1935
工业上，天台产业以汽车零部件、汽车用品、健康产业、橡塑和产业用布行业为主。天台与德国合作，建设了“中德天台交通科技产业园”。农业上，天台拥有铁皮石斛、乌药、茶叶等一批“名特优”产品，茶叶中又以天台山云雾茶、天台黄茶为代表。旅游业也是天台的一个特色，天台山风景名胜区是国家5A级旅游景区，山上的天台山国清寺是佛教天台宗的祖庭，是汉族地区佛教全国重点寺院（含智者塔院）、全国重点文物保护单位，享誉中外。天台境内桐柏宫是道教南宗的祖庭。天台因此有“佛宗道源，山水神秀”之称，也是全国唯一办有两所宗教高校的县。济公、寒山、拾得等人均是天台人。除了宗教方面的旅游资源，国家级森林公园华顶国家森林公园、世界唯一的天生石桥石梁飞瀑都是天台的知名旅游景区景点:1934。
2018年，天台县实现全县生产总值254.51亿元，户籍总人口602520人，全县总面积1426平方公里。

#### 仙居县

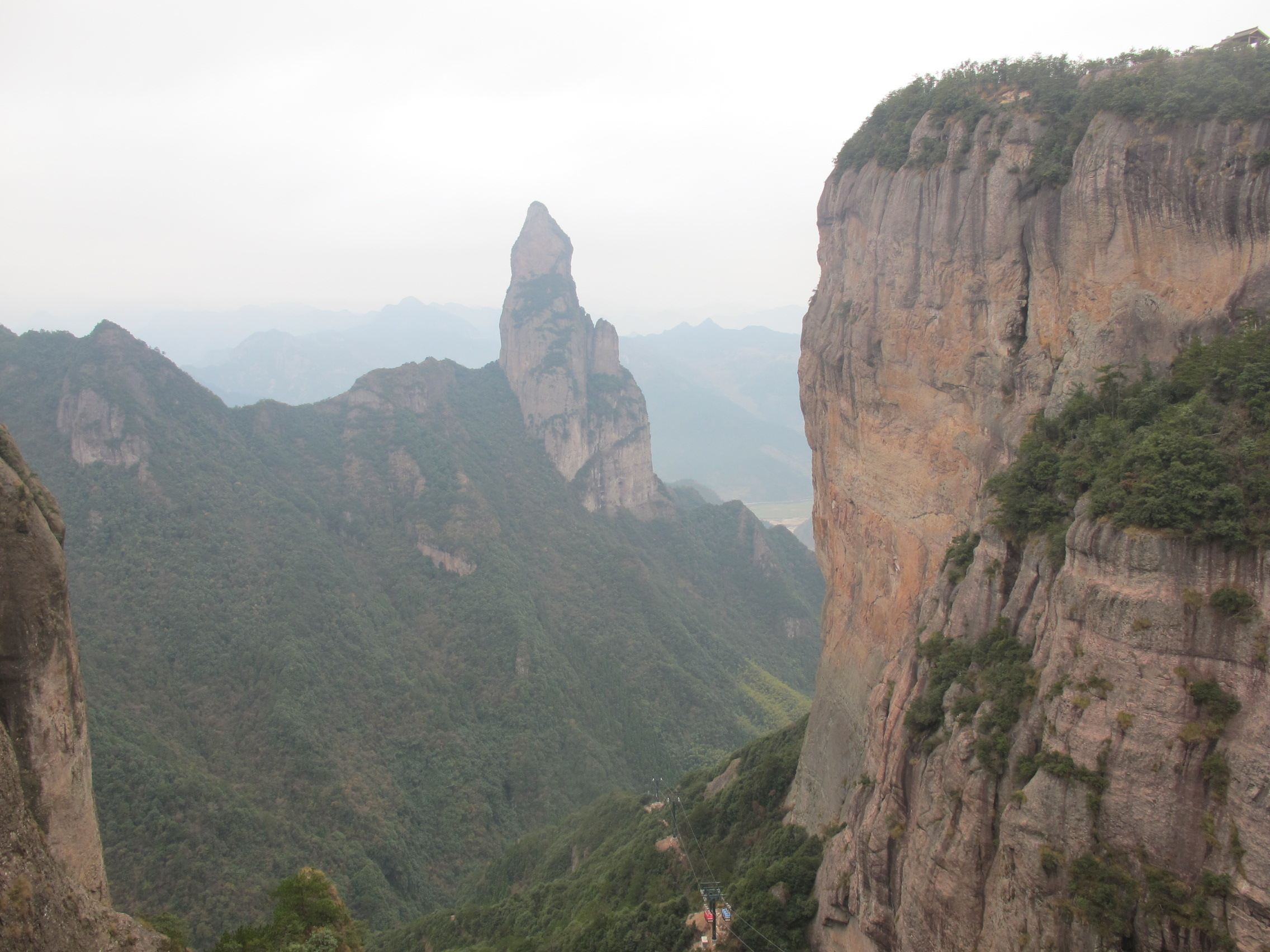
神仙居景区

仙居县是台州市的一个县，地处台州西部，东靠临海市、黄岩区，南邻永嘉县，西连缙云县，北接磐安县、天台县。地貌以丘陵山地为主，占全县总面积的80.6%；夹杂山地，为“八山一水一分田”。地形四周高中间低，从外向内倾斜，略向东倾。下辖3街道7镇10乡，县政府驻地在南峰街道。是“中国工艺美术之都”、“中国工艺礼品城”。
仙居历史悠久，境内有距今一万年前的下汤遗址；6000多年前，在永安溪中下游的河谷平原上，就已聚居着瓯越族人，他们是仙居人的祖先。东汉时，国内高僧名道常涉足仙居。东晋穆帝永和三年（347年），乐安县建立，至今已有一千六百多年。隋唐时该县多次被并入后重置，直到五代吴越宝正五年（930年），因孟溪水患之事，为祈福该县永远平安，改名永安县。宋朝时，仙居已成为国内著名的宗教圣地。北宋时，相传永安县内人王温被神仙点化，全家连同鸡犬一起升天成仙，这就是“鸡犬升天”的故事。景德四年（1007年），宋真宗以该县“洞天名山屏蔽周卫，而多神仙之宅”，以及“一人得道，鸡犬升天”的故事，下诏改县名为“仙居县”。仙居文化底蕴深厚，除了是典故“一人得道，鸡犬升天”的发生地以外，还发生了“沧海桑田”、“逢人说项”等成语背后的故事。仙居拥有国内八大奇文之一仙居蝌蚪文，国家级非物质文化遗产针刺无骨花灯、九狮图、彩石镶嵌，以及中国历史文化名镇皤滩古镇。除了皤滩古镇，仙居还拥有号称是“中国最美绿道”的仙居绿道、国家5A级旅游景区神仙居景区，以及响石山景区、永安溪漂流、淡竹原始森林景区等一大批风景名胜。
仙居在工业上已经形成医药化工、工艺美术、橡塑、机械四大支柱行业；是甾体药物国家火炬计划特色产业基地；出口产品激素类药物数量居全国第一；是全国最大的木制工艺品基地县。农业方面，仙居以杨梅、三黄鸡、绿色蔬菜、绿色稻米等为主导产业，是财政部、农业部基层农技改革建设试点县、是全国休闲农业与乡村旅游示范县，被称为“中国有机茶之乡”。其中，仙居杨梅是仙居的名特产和特色产业，产品远销海内外，带动了仙居的经济发展。仙居因此成为是浙江乃至全国的杨梅主产地之一，被称为“中国杨梅第一县”，被林业部授予“中国杨梅之乡”的称号。
2018年末，仙居全县实现地区生产总值230.11亿元，全县户籍人口517377人。

## 乡级行政区
截至2019年7月，台州市共下辖有129个乡级行政区（不含除大洋街道以外的类似乡级单位），其中包含44个街道办事处（含临海经济开发区下辖的大洋街道）、61个镇和24个乡。其中，台州市面积最大的乡级行政区是浦坝港镇，面积达253.2平方千米；面积最小的是路桥街道，面积仅9.3平方千米。人口最多的是杜桥镇，达219621人；人口最少的是蛇蟠乡，仅1637人。

## 村级行政区
村级行政区划单位，即行政村，是台州市地方行政体系中最小的自治单位，但在严格意义上不属于台州市行政区划的一部分。截止2017年底，台州市共有社区202个，居民委员会129个，村民委员会（行政村）4645个。